# 总梗女贞
总梗女贞（学名：Ligustrum pricei）为木犀科女贞属的植物。分布在台湾以及中国大陆的四川、湖南、陕西、湖北、贵州等地，生长于海拔300米至2,600米的地区，常生长在沟谷林中、山地及灌丛中，目前尚未由人工引种栽培。

## 别名
阿里山女贞、清水女贞（台湾植物志）